# Eosentomon squamigerum
Eosentomon squamigerum är en urinsektsart som beskrevs av Bruno Condé 1961. Eosentomon squamigerum ingår i släktet Eosentomon och familjen trakétrevfotingar. Inga underarter finns listade i Catalogue of Life.